# Route départementale 80 (Var)
Pour les articles homonymes, voir Route départementale 80 et D80.
 (décembre 2012).
Si vous disposez d'ouvrages ou d'articles de référence ou si vous connaissez des sites web de qualité traitant du thème abordé ici, merci de compléter l'article en donnant les références utiles à sa vérifiabilité et en les liant à la section « Notes et références ».
La route départementale 80 (D 80) est une route qui part du croisement avec la route départementale 560, qui traverse Nans-les-Pins, Plan-d'Aups-Sainte-Baume et qui se transforme en route départementale 2 à la hauteur de la frontière avec les Bouches-du-Rhône.